# Chościsko
Chościsko é uma figura lendária da História da Polônia, pai de Piast, fundador da Dinastia Piast. O seu nome surge nas primeiras crónicas polacas Cronicae et gesta ducum sive principum Polonorum de Gallus Anonymus, onde o autor se refere por três vezes a Piast como o filho de Chościsko.